# 쇼에이왕
쇼에이왕(일본어: 尚永王 상영왕[*], 1559년 ~ 1589년 1월 11일)은 류큐왕국 제2쇼씨 왕조의 제6대 류큐 국왕(재위: 1573년 ~ 1588년)이자 제12대 류큐 국왕이다. 제5대 왕인 쇼겐왕의 두번째 왕조이다. 신호(神號)는 웨조니야스헤아지소헤(英祖仁耶添按司添), 테다호코리왕 또는 테다요무토리왕(日豊操王)이다.
1572년에 아버지인 쇼겐왕이 세상을 떠나자 장남이 첩을 통해 낳은 아이란 이유로 차남인 쇼에이가 왕위를 물려받았다. 1579년에 명나라로부터 책봉을 받았다. 하지만 정무를 특별히 봐야할 것도 없었고 1588년 11월 25일에 30세의 나이로 세상을 떠났다. 자녀가 없었기 때문에 쇼네이가 왕위를 물려받았다.

## 가족
- 아버지: 쇼겐왕(尚元王)
- 어머니: 마와시키코에오오기미카나시 바이가쿠(真和志聞得大君加那志 梅岳)
- 배우자:
  - 왕비: 시마지리사스카사아지카나시 쇼씨 콘코(島尻佐司笠按司加那志 向氏坤功, 아명은 마마가네 真満金)
  - 부인:
    - 마에아가리노아지 킨씨 지산(前東之按司 金氏慈山, 아명은 마나베타루카네 真鍋樽金)
    - 니시노아지 카쯔씨 바이게쯔(西之按司 葛氏梅月)
- 자녀:
  - 장녀: 아오리야헤아지가나시 쇼씨 란소(阿応理屋恵按司加那志 尚氏蘭叢, 아명은 마제니가네 真銭金), 쇼네이왕의 아내
  - 차녀: 키코에노타이쿤카나시 쇼씨 겟교(聞得大君加那志 尚氏月嶺, 아명은 오모무타 思武太), 쇼키(尚熙)·시마시이오오자토 초초(島添大里王子朝長)의 아내